# Michel Delloye
Michel Pierre Jean Christian Delloye (Hoei, 13 september 1956) is een Belgisch ondernemer en bestuurder.

## Levensloop
Michel Delloye studeerde in 1981 als licentiaat in de rechten aan de Université catholique de Louvain af. Hij werkte vervolgens bij Deloitte, maar maakte in 1984 de overstap naar de Groupe Bruxelles Lambert (GBL), de holding van Albert Frère, waar hij in 1986 financieel directeur werd. Hij werd een vertrouweling van de Waalse staalmagnaat en slaagde er in de jaren 1990 in de GBL en Frère buiten de rechtszaken rond de Amerikaanse bank Drexel Burnham Lambert te houden en de schade van het Michael Milken-schandaal te beperken. Delloye werd in 1990 directeur-generaal van de holding van Frère en kreeg in 1992 ook de leiding over de Luxemburgse mediagroep RTL, ook onderdeel van Frères holding.
In 1996 stapte hij er op en richtte hij het privateequityfonds Cytindus op. Hij investeerde onder meer in beeldgroep EVS, condensatiepompenfabrikant Sauermann, Taxi Verts, digitale advertentiedienst AdsWizz, tuinmeubelenproducent Gema en VC Drilling. Hij werd tevens bij verschillende bedrijven onafhankelijk bestuurder, onder meer bij glasproducent Glaverbel, TrustCapital Partners, Automatic Systems, DCInex, vastgoedgroep Matexi, de holding Brederode, telecombedrijf Telenet en zandwinningbedrijf Sibelco (sinds 2016). Hij was een tijd lang voorzitter van de holding Compagnie du Bois Sauvage, maar stapte er in 2011 op na een conflict met Guy Paquot. In 2012 volgde hij Karel Boone als voorzitter van de raad van bestuur van voedingsbedrijf Vandemoortele op. Jean Vandemoortele volgde hem in 2014 op. Tevens was hij voorzitter van L'Arche, een vzw die een thuis wil geven aan gehandicapten.